# Trần Hiếu Ngân
Trần Hiếu Ngân (Tuy Hòa, 26 de junio de 1974) es una deportista vietnamita que compitió en taekwondo.
Participó en los Juegos Olímpicos de Sídney 2000, obteniendo una medalla de plata en la categoría de –57 kg. En los Juegos Asiáticos de 1998 consiguió una medalla de bronce.
Ganó dos medallas en el Campeonato Asiático de Taekwondo en los años 1996 y 1998.

## Palmarés internacional
| Juegos Olímpicos    | Juegos Olímpicos             | Juegos Olímpicos  | Juegos Olímpicos |
| Año                 | Lugar                        | Medalla           | Categoría        |
| ------------------- | ---------------------------- | ----------------- | ---------------- |
| 2000                | Sídney (Australia)           | Medalla de plata  | –57 kg           |
| Juegos Asiáticos    |                              |                   |                  |
| Año                 | Lugar                        | Medalla           | Categoría        |
| 1998                | Bangkok (Tailandia)          | Medalla de bronce | –51 kg           |
| Campeonato Asiático |                              |                   |                  |
| Año                 | Lugar                        | Medalla           | Categoría        |
| 1996                | Melbourne (Australia)        | Medalla de plata  | –55 kg           |
| 1998                | Ciudad Ho Chi Minh (Vietnam) | Medalla de oro    | –55 kg           |